# シメオン＝フランソワ・ベルヌー
シメオン＝フランソワ・ベルヌーまたはシメオン・ベルヌー（Siméon-François Berneux）は、1814年5月14日にフランスのサルト県シャトー＝デュ＝ロワールで生まれ、 1866年3月8日に朝鮮のソウルで処刑された、カトリック司祭、ならびにパリ外国宣教会の会員である。1854年に司教に聖別され、1854年から66年まで、朝鮮の使徒座代理に任命された。
1968年10月6日にローマで教皇パウロ6世により列福された韓国殉教者の一人であり、1984年5月6日に教皇ヨハネ・パウロ2世によって列聖された。典礼上は3月7日に記念される。

## 経歴
シメオン・ベルヌー (Siméon Berneux) とエレーヌ・フォセ (Hélène Fossé) の息子であるシメオン＝フランソワ・ベルヌーは、シャトー＝デュ＝ロワールの小コレージュとル・マンのコレージュで学び、その後、プレシニェ の小神学校とル・マンの大神学校で学んだ。その後、アンジュ・キャロン (Ange Carron)、ラ・ブイエリー家 (La Bouillerie) の家庭教師を務めた後、1836年9月24日に助祭に、1837年5月20日に司祭に叙階され、ル・マンの大神学校で哲学の教授になった。 1839年7月15日にパリ外国宣教会に加わり、海外布教活動に専念することにした。
1840年2月12日にル・アーヴルを離れてマカオに長期間滞在し、1841年1月に西トンキンの Phuc-nhac に到着した。
4月11日に逮捕され、フエで投獄され、他の4人の宣教師（シャリエ Charrier,、ミシュ Miche、デュクロ Duclos、ガリー Galy）とともに執行猶予付きの死刑を宣告されたが、コルベット・レロワーヌの船長ファヴァン・レヴェック (Favin-Lévêque) の介入により1843年3月に解放された。これによりベルヌーはブルボン島に戻った。
ベルヌーはマカオ行きの許可を得て、満州での布教に出発するまでのわずか2か月間のみ、マカオに滞在した。1844年3月から1849年までは遼寧に滞在し、エマニュエル・ヴェロレ 司教とともに働き、言語を学んだ。同年、迫害を受けて彼は上海に数週間避難した。1854年、ヴェロレ司教は、ベルヌーをキプロスのトレミテ Trémite (de) (トリミトンテ Trimythonte /Τριμυθούντος とも呼ばれ、ニコシアとラルナカの間にある村である)司教区の名目上の司教 (Titular Bishop) に任命しようと準備していたが、ローマは、1853年に死去した韓国の使徒座代理フェレオル (Ferréol) 司教の意向に従い、ベルヌーを後任としてカプセ  Capse (de)（現在のガフサ）の名目上の司教に任命した。司教聖別式はヴェロレ司教により Daguin 司教の補佐で1854年12月27日に茶陵で行われた。
ベルヌーは1855年1月17日に上海経由で朝鮮へと出発した。 1856年3月、ソウルに滞在し、張敬一（チャン・ギョンイル、장경일）と名乗り、韓国語を学び、カトリックへの改宗は死刑に処せられるため隠蔽を続けた。1863年9月に初めて逮捕され、殴打された。このような状況であったにもかかわらず、ベルヌーは非常に活動的であった。10年間で何千人もの人々がキリスト教（カトリック）に改宗し、1855年に堤川近くのべロン（배론）に最初の神学校が設立された。印刷機も2台設置した。朝鮮の王の哲宗が先王たちよりも寛容であったことが、彼の活動を後押しした。1866年には23,000人のキリスト教徒がいた。
しかし、状況は変わっていた。1864年に若き高宗が王となり、興宣大院君が摂政となり、中国ではキリスト教から着想を得た太平天国の乱が勃発し、1866年1月にはロシア船が元山に到着し、通商関係の開放を迫った。このような背景のもと、宣教師たちは宮廷に連絡し、フランスの支援を申し出て、自分たちの状況を改善したいと願った。
大院君はついにキリスト教の弾圧を決意した。ベルヌーは2月23日に逮捕され、取り調べられ、拷問され （足に鞭打たれ、棒で穴を開けられた）、死刑を宣告された。
「チャン容疑者（ベルヌーの意）は、国王に従うことを拒否し、棄教することも、要求された情報を提供することも、祖国に戻ることも望まないため、さまざまな拷問を受けた後、首を切り落とされる」。
ド・ブルトニエール、ボリュー、ドリー各宣教師と同様に、ベルヌーは1866年3月8日、漢江近くの現在の龍山区にあったセナムトで斬首された（丙寅教獄）。同地で埋葬され、遺体は1866年8月にソウルの南にある Ouaikokai 山に移送された。その後、1899年10月30日に龍山神学校に移送された。
ベルヌーの遺体は、今日ではソウルの明洞聖堂に安置されている。ベルヌーの所持していた十字架のうちの一つと、チボリウム（聖体を保管する容器）は、パリ外国宣教会神学校の殉教者の部屋に保管されている。他の遺物は切頭山のチャペルに保管されている。
ベルヌーは1968年10月6日に列福され、1984年5月6日に列聖された。
その後の数カ月で推定1万人のキリスト教徒が殺害された。大半は麻浦区で処刑された。 これらの出来事は朝鮮の孤立主義を強化する丙寅洋擾につながった。

## 参照
1. ↑  “Bishop St. Siméon-François Berneux [Catholic-Hierarchy]”. www.catholic-hierarchy.org. 2024年4月24日閲覧。

## 伝記
- Jean Fouquet: Les plus belles pages des lettres de saint Siméon Berneux, Le Mans, Imprimerie Couilleaux, 1984.